# Psilochorema mimicum
Psilochorema mimicum is een schietmot uit de familie Hydrobiosidae. De soort komt voor in het Australaziatisch gebied.